# Distretto di Yanping
Il distretto di Yanping (延平区S, Yánpíng QūP) è un distretto della Cina, situato nella provincia del Fujian.